# Acanthosphinx
Acanthosphinx är ett släkte av fjärilar. Acanthosphinx ingår i familjen svärmare.
Kladogram enligt Catalogue of Life:
| Acanthosphinx | \| \| Acanthosphinx cothina \| \| \| \| \| \| Acanthosphinx gigas \| \| \| \| \| \| Acanthosphinx guessfeldtii \| \| \| \| |
|               | \| \| Acanthosphinx cothina \| \| \| \| \| \| Acanthosphinx gigas \| \| \| \| \| \| Acanthosphinx guessfeldtii \| \| \| \| |
|               | Acanthosphinx cothina |
|               | |
|               | Acanthosphinx gigas |
|               | |
|               | Acanthosphinx guessfeldtii                                                                                                 |
|               | |